# Golden Globe 1947
La 4ª edizione della cerimonia di premiazione dei Golden Globe si è tenuta il 26 febbraio 1947 all'Hollywood Roosevelt Hotel di Los Angeles, California.
Furono annunciati direttamente i vincitori, senza precedenti candidature.

## Premi per il cinema
Vengono di seguito indicati in grassetto i vincitori. Ove ricorrente e disponibile, viene indicato il titolo in lingua italiana e quello in lingua originale tra parentesi.
- Miglior film: I migliori anni della nostra vita (The Best Years of Our Lives), regia di William Wyler
- Migliore Film promotore di Amicizia Internazionale: L'ultima speranza (Die Letzte Chance), regia di Leopold Lindtberg (Svizzera)
- Miglior regista: Frank Capra - La vita è meravigliosa (It's a Wonderful Life)
- Miglior attore protagonista: Gregory Peck - Il cucciolo (The Yearling)
- Migliore attrice protagonista: Rosalind Russell - L'angelo del dolore (Sister Kenny)
- Miglior attore non protagonista: Clifton Webb - Il filo del rasoio (The Razor's Edge)
- Migliore attrice non protagonista: Anne Baxter - Il filo del rasoio (The Razor's Edge)

## Premi onorari
- Golden Globe Speciale: Harold Russell per la sua ottima interpretazione da non professionista ne I migliori anni della nostra vita (The Best Years of Our Lives).